# Tscherykau
Tscherykau (belarussisch Чэрыкаў) ist eine Stadt mit 8177 Einwohnern (2009) in Belarus und administratives Zentrum der Verwaltungseinheit Rajon Tscherykau. Sie befindet sich in der Mahiljouskaja Woblasz und liegt am Fluss Sosch.

## Geografie
Der Ort liegt südöstlich von Mahiljou.
Südwestlich des Ortes liegt Slauharad, südlich Krasnapolle.

## Geschichte

Caesium-137-Kontamination im Jahr 1996 in Belarus, Russland und der Ukraine in Kilobecquerel pro Quadratmeter

Das Gebiet um Tscherykau wurde infolge der Nuklearkatastrophe von Tschernobyl radioaktiv kontaminiert.

## Söhne und Töchter des Ortes
- Alexander Iljitsch Achijeser (1911–2000), Physiker
- Etta Blechman (1904–2000), sowjetische bzw. russische Chemikerin
- Naum Iljitsch Achijeser (1901–1980), Mathematiker